# Molybdeniet
Het mineraal molybdeniet is een molybdeendisulfide met de chemische formule MoS2.

## Eigenschappen
Het grijs tot loodgrijze of zwarte molybdeniet heeft een groenig grijze streepkleur en een perfecte splijting volgens kristalvlak [0001]. De gemiddelde dichtheid is 5,5 en de Mohs hardheid is 1. Het kristalstelsel is hexagonaal en het mineraal is niet radioactief.

## Naam
De naam van het mineraal molybdeniet is afgeleid van de samenstelling.

## Voorkomen
Molybdeniet komt voornamelijk voor in hydrothermale aders van hoge temperatuur. Belangrijke afzettingen van molybdeniet bevinden zich onder meer in de Verenigde Staten in de staten Colorado, New Mexico en Idaho, daarnaast in China en in Canada. Verder komt molybdeniet voor in bepaalde koperertsafzettingen die zich bevinden in met name Chili, Mexico, Peru en de Verenigde Staten. Molybdeniet kan dan worden gewonnen als bijproduct van de kopermijnbouw. Een aantal van deze mijnen is in het bezit van Freeport-McMoRan Inc. na een overname in 2007 van Phelps Dodge Mining Company, met het hoofdkantoor in Phoenix (Arizona).

## Toepassing
Molybdeen wordt (als het oxide) toegepast in de staalindustrie, met name bij de vervaardiging van hoogwaardige legeringen als roestvast staal is molybdeen van cruciaal belang. Molybdeen wordt gewonnen door het erts, dat het molybdeen bevat als molybdeendisulfide, te breken en te malen en door flotatie te scheiden van het zogenaamde ganggesteente. Hierna wordt het geroost: onder hoge temperaturen variërend van 600 tot 800 graden Celsius, wordt het molybdeendisulfide geoxideerd waarbij de zwavel ontwijkt als zwaveldioxide. Er ontstaat dan technisch zuiver molybdeentrioxide (MoO3), dat wordt gemalen en gezeefd. Veel van het MoO3 wordt onder toevoeging van NH3 (ammoniak) tot briketten geperst. Het voordeel van molybdeenoxide in briketvorm is dat de stofontwikkeling tijdens de verwerking geringer is.
De afgassen van een dergelijke roost-installatie, die 1,5-2% SO2 bevatten, worden voordat ze de schoorsteen verlaten, gereinigd gezien de schadelijkheid van zwaveldioxide in de lucht. Het zwaveldioxide wordt daarom in een installatie/fabriek verwerkt tot zwavelzuur dat veel nuttige toepassingen heeft. In Nederland kent men één bedrijf: Climax Molybdenum B.V. met één roostfabriek en zwavelzuurfabriek in de Botlek. Tijdens het roostproces komt het metaal renium vrij als een waardevol bijproduct.
Onder meer in Engeland (Stowmarket) wordt molybdeenoxide omgezet in ferromolybdeen dat eveneens wordt toegepast bij de productie van roestvast staal.